# 芒特蔡斯 (緬因州)
芒特蔡斯（英語：Mount Chase）是一個位於美國緬因州佩諾布斯科特縣的鎮。

## 人口
根據2020年美國人口普查的數據，芒特蔡斯的面積為97.72平方千米，當中陸地面積為94.92平方千米，而水域面積為2.80平方千米。當地共有人口187人，而人口密度為每平方千米2人。